# Состояние упадка
Состояние упадка (англ. State of Decay) — четвёртая серия восемнадцатого сезона британского научно-фантастического телесериала «Доктор Кто», состоящая из четырёх эпизодов, которые были показаны в период с 22 ноября по 13 декабря 1980 года.

## Сюжет
Доктор, Романа, K-9 и пока не обнаруженный Адрик прибывают на планету феодального строя, где правят лорды Зарго, Камилла и Экон, ежегодно проводящие ритуал отбора, когда молодых поселенцев забирают в башню, и их больше никто не видит. Процессом руководят стражники под началом Хэбриса.
Доктор и Романа узнают, что планета более продвинутая, чем в средневековье, и собираются узнать, что привело её в упадок, и вскоре попадают на секретную базу ученых, считающихся еретиками. От них они узнают, что общество построили офицеры упавшего корабля Хайдракс, выглядящие в точности как лорды. Тем временем Адрик приходит в деревню, где его ловит лорд Экон, считающий его, инопланетянина, достойным стать «избранным».
Вскоре Доктора и Роману ловит отряд Хэбриса и доставляет в башню, которая оказывается кораблем с Земли, затянутым в E-пространство. Доктор догадывается, что лорды и есть офицеры с корабля, и вспоминает, что Великий Вампир избежал уничтожения повелителями времени и сбежал в E-пространство.
Тем временем бунтовщик Тарак выводит Доктора и Роману из башни. Романа с Тараком идут спасать Адрика, но случайно будят Камиллу и Зарго, которые убивают Тарака. Роману готовят к жертвоприношению Великому Вампиру, а Адрика к превращению. В ТАРДИС Доктор вспоминает, что вампиров можно убить большой стальной стрелой в сердце. Просканировав башню, он находит под ней Великого Вампира, и призывает на помощь жителей деревни. Во время ритуала, пробравшись в башню, он запускает корабль-башню в сердце Великому Вампиру, который погибает, а лорды рассыпаются в прах. Вместе с Романой и Адриком он отбывает, оставив планету развиваться дальше.

## Трансляции и отзывы
| Эпизод            | Дата показа     | Продолжительность | Телезрители (в миллионах) |
| ----------------- | --------------- | ----------------- | ------------------------- |
| «Часть 1»         | 22 ноября 1980  | 22:24             | 5,8                       |
| «Часть 2»         | 29 ноября 1980  | 23:16             | 5,3                       |
| «Часть 3»         | 6 декабря 1980  | 24:13             | 4,4                       |
| «Часть 4»         | 13 декабря 1980 | 24:54             | 5,4                       |
| [ 1 ] [ 2 ] [ 3 ] |                 |                   |                           |